# Salvarella wallacei
 (novembre 2019).
Genre
Espèce
Salvarella wallacei, unique représentant du genre Salvarella, est une espèce de collemboles de la famille des Brachystomellidae.

## Distribution
Cette espèce est endémique d'Australie.

## Publication originale
- Greenslade & Najt, 1987 : Collemboles Brachystomellinae de l'Australie. II. Le genre Salvarella n.g. Revue Française d'Entomologie, (N.S.), vol. 9, no 3, p. 115-119.